# Igreja Presbiteriana da Graça
A Igreja Presbiteriana da Graça (IPG) é uma denominação de orientação pentecostal, fundada em 08 de outubro de 1995, em Mogi das Cruzes, São Paulo a partir de um grupo de membros dissidentes da Igreja Presbiteriana do Brasil, que aderiram a doutrina pentecostal do Batismo com o Espírito Santo como segunda bênção, posterior a conversão. Apesar de adotar o nome presbiteriana, não possui nenhum vínculo com a doutrina presbiteriana, tampouco com a forma de governo presbiteriano, sendo o episcopalismo adotado.
A igreja é adepta da chamada Visão dos Cinco Ministérios que constitui entre outros elementos, na ordenação de apóstolos contemporâneos, o que é completamente rejeitado pelas denominações presbiterianas tradicionais e adotado geralmente por denominações neopentecostais. Possui congregações espalhadas por todo o Brasil e também pelo Nepal.

## História
A denominação surgiu em 8 de outubro de 1995 em Mogi das Cruzes, São Paulo a partir de um grupo de membros de Igreja Presbiteriana do Brasil que afirmaram ter sido batizados pelo Espírito Santo, buscando formar uma igreja pentecostal. A partir do crescimento da igreja sede, várias igrejas foram fundadas em outras localidades em Mogi das Cruzes e posteriormente em cidades vizinhas.
Com a expansão da denominação hoje possui cerca de 14 igrejas.
A atual sede está localizada em Mogi das Cruzes,  rua Francisco Martins Feitosa, 535 - Vila Lavínia.

## Doutrina
A IPG é uma denominação pentecostal. Afirma a doutrina da Trindade, Continuísmo, e a Visão dos Cinco Ministérios. Por esta visão a igreja afirma que é necessário para a igreja a existência de apóstolos contemporâneos (e portanto a igreja inclui-se no Movimento de Restauração Apostólica), além de mestres, pastores, profetas e evangelistas. Isso faz a denominação completamente diferente das denominações presbiterianas tradicionais.
A igreja adota como símbolo um barco e como slogam Ministério da Paz. A igreja não possui e não subscreve nenhuma das confissões de fé históricas do presbiterianismo como a Confissão de Fé de Westminster que é a confissão de fé oficial da Igreja Presbiteriana do Brasil, Igreja Presbiteriana Independente do Brasil, Igreja Presbiteriana Conservadora do Brasil, Igreja Presbiteriana Fundamentalista do Brasil e Igreja Presbiteriana Unida do Brasil e é uma das marcas do presbiterianismo em todo o mundo.